# Platea malayana
Platea malayana är en järneksväxtart som beskrevs av Utteridge. Platea malayana ingår i släktet Platea och familjen Stemonuraceae. Inga underarter finns listade i Catalogue of Life.